# Фінал кубка Німеччини з футболу 1966
Фінал Кубка Німеччини з футболу 1966 — фінальний матч розіграшу кубка Німеччини сезону 1966 відбувся 4 червня 1966 року. У поєдинку зустрілися дуйсбурзький «Майдеришер» та мюнхенська «Баварія». Перемогу з рахунком 4:2 здобула «Баварія».
| Володар Кубка Німеччини 1966 |
| ---------------------------- |
|                              |
| «Баварія» Другий титул       |

## Учасники
| Клуб         | Участей | Роки (жирним виділено перемоги) |
| ------------ | ------- | ------------------------------- |
| «Майдеришер» | дебют   | дебют                           |
| «Баварія»    | 1       | 1957                            |

## Шлях до фіналу
| Раунд                                                   | Противник            | Рахунок |
| ------------------------------------------------------- | -------------------- | ------- |
| Кваліфікаційний раунд                                   | -                    | -       |
| 1/16                                                    | «Штутгарт» (Д)       | 2–0     |
| 1/8                                                     | «Шальке 04» (Д)      | 6–0     |
| 1/4                                                     | «Карлсруе» (Д)       | 1–0     |
| 1/2                                                     | «Кайзерслаутерн» (Д) | 4–3     |
| (Д) = Вдома; (Г) = У гостях; (Н) = На нейтральному полі |                      |         |

| Раунд                                                   | Противник                   | Рахунок |
| ------------------------------------------------------- | --------------------------- | ------- |
| Кваліфікаційний раунд                                   | «Боруссія» (Дортмунд) (Д)   | 2–0     |
| 1/16                                                    | «Айнтрахт» (Брауншвейг) (Д) | 1–0     |
| 1/8                                                     | «Кельн» (Д)                 | 2–0     |
| 1/4                                                     | «Гамбург» (Г)               | 2–1     |
| 1/2                                                     | «Нюрнберг» (Г)              | 2–1 дч  |
| (Д) = Вдома; (Г) = У гостях; (Н) = На нейтральному полі |                             |         |

## Матч

### Деталі
| 4 червня 1966 16:00 (CET) |

| Майдеришер                      | 2:4      | Баварія                                                |
| ------------------------------- | -------- | ------------------------------------------------------ |
| Мільке 28' Гайдеманн 72' (пен.) | Протокол | Ольгаузер 31' Бреннінгер 56' 77' (пен.) Бекенбауер 82' |

| Вальдшта́діон, Франкфурт-на-Майні Глядачів: 60 000 Арбітр: Герхард Шуленбург |

|  |  |

| В                 |  | Манфред Мангліц   |
| З                 |  | Йоганн Забат      |
| З                 |  | Гартмут Гайдеманн |
| ПЗ                |  | Міхаель Белла     |
| ПЗ                |  | Манфред Мюллер    |
| ПЗ                |  | Вернер Лотц       |
| Н                 |  | Горст Гекс        |
| Н                 |  | Гайнц ван Гаарен  |
| Н                 |  | Рюдігер Мільке    |
| Н                 |  | Вернер Кремер (к) |
| Н                 |  | Карл-Гайнц Рюль   |
| Головний тренер:  |  |                   |
| Германн Еппенгофф |  |                   |

| В                  |  | Зепп Маєр         |
| З                  |  | Ганс Новак        |
| З                  |  | Вернер Ольк (к)   |
| ПЗ                 |  | Петер Купфершмідт |
| ПЗ                 |  | Франц Бекенбауер  |
| ПЗ                 |  | Ганс Ріготті      |
| Н                  |  | Дітер Бреннінгер  |
| Н                  |  | Дітер Кульманн    |
| Н                  |  | Райнер Ольгаузер  |
| Н                  |  | Герд Мюллер       |
| Н                  |  | Рудольф Нафцигер  |
| Головний тренер:   |  |                   |
| Златко Чайковський |  |                   |